# Движение либералов
«Движение либералов» (Саюдис либералов, лит. Lietuvos Respublikos Liberalų sąjūdis) — праволиберальная политическая партия в Литовской Республике.
Основана частью членов Союза либералов и центра (СЛЦ), покинувших партию из-за конфликта с председателем Артурасом Зуокасом. 25 февраля 2006 года на учредительном съезде председателем избран Пятрас Ауштрявичюс. Единственным его соперником был Витаутас Грубляускас.
9 февраля 2008 года Элигиюс Масюлис избран председателем Движения либералов. На парламентских выборах 2008 года партия преодолела 5 %-ный заградительный барьер.
В мае 2016 года председатель Элигиюс Масюлис ушёл с поста, после того как 12 мая были проведены обыски по месту его жительства, в его автомобиле,  месте работы и офисе партии. Вице-президент концерна MG Baltic Раймондас Курлянскис подозревался в передаче Элигиюсу Масюлису взятки в крупном размере. Спустя 5 лет, 19 апреля 2022 года Вильнюсский окружной суд оправдал всех обвиняемых в деле, включая Элигиюса Масюлиса и Движение либералов.
11 июня 2016 года мэр Вильнюса Ремигиюс Шимашюс во втором туре избран председателем Движения либералов, набрав 53,69% голосов. Его соперником во втором туре был Эугениюс Гентвилас. 20 октября 2017 года председатель Ремигиюс Шимашюс покинул пост из-за решения ЦИК Литвы признать курсы, организованные для Движения либералов во время парламентских выборов 2016 года, незаконным неденежным пожертвованием от юридического лица — Института прикладной политики, учреждённого бывшим членом Сейма Шарунасом Густайнисом.
9 декабря 2017 года Эугениюс Гентвилас избран председателем Движения либералов. Его поддержали 330 партийцев, а его соперника, председателя антикоррупционной комиссии парламента Виталиюса Гайлюса — 329.
2 ноября 2018 года вице-председатель партии и мэр Вильнюса Ремигиюс Шимашюс, а также депутат, глава Вильнюсского отделения партии Аушрине Армонайте покинули партию из-за конфликта с председателем, который возник из-за решения Вильнюсского отделения партии участвовать в муниципальных выборах и выборах мэра в марте 2019 года не по списку партии, а по списку комитета. Шимашюс и Армонайте основали Партию свободы, учредительный съезд которой прошёл 1 июня 2019 года.
21 сентября 2019 года Виктория Чмилите-Нильсен избрана председателем Движения либералов. Во втором туре её поддержали 744 делегатов, а её соперницу, мэра Тракай Эдиту Рудялене — 187.
После парламентских выборов 2020 года право-центристские политические силы: Союз Отечества — Литовские христианские демократы, Движение либералов и Партия свободы сформировали правительство под руководством Ингриды Шимоните. Движение либералов получило 2 из 14 портфелей: министром окружающей среды стал Симонас Гентвилас, а министром культуры — Симонас Кайрис.